# Franz Unger
Pour les articles homonymes, voir Unger.
Franz Joseph Andreas Nicolaus Unger est un botaniste, un paléontologue et un spécialiste de la physiologie végétale autrichien, né le 30 novembre 1800 en Styrie, archiduché d'Autriche et mort le 13 février 1870 à Graz.

## Biographie
Unger étudie le droit à l'université de Graz avant de s'orienter, en 1820 vers des études de médecine à l'université de Vienne. En 1822, il étudie à l'université de Prague avant de revenir à Vienne l'année suivante. Il obtient son titre de docteur en médecine en 1827.
Il pratique alors la médecine à Stockerau près de Vienne puis à partir de 1830, comme médecin de cour, à Kitzbühel dans le Tyrol. En 1836, il devient professeur de botanique à l'université de Graz, puis en 1850, professeur de physiologie végétale à Vienne, lorsqu'une nouvelle chaire d'anatomie et de physiologie végétale y est fondée. Il entreprend en 1852 un voyage dans le nord de l'Europe et en Orient. Il prend sa retraite en 1866 et s'installe près de Graz.
Unger s'intéresse d'abord à la paléontologie avant se consacrer à la physiologie. Il a eu Gregor Mendel comme élève à Vienne.

## Œuvres
- Über den Einfluß des Bodens auf die Verteilung der Gewächse (1836)
- Über den Bau und das Wachstum des Dikotyledonenstamms (1840)
- Über Kristallbildungen in den Pflanzenzellen (1840)
- Grundzüge der Anatomie und Physiologie der Pflanzen(1846)
- Anatomie und Physiologie der Pflanzen (1855)
- Grundlinien der Anatomie und Physiologie der Pflanzen (1866)
- Synopsis plan tarum fossilium (1845)
- Chloris protogaea. Beiträge zur Flora der Vorwelt (Leipzig, 1841-1847)
- Genera et species plantarum fossilium (1850)
- Iconographia plantarum fossilium (1852)
- Sylloge plantarum fossilium (1860)
- Die Urwelt in ihren verschiedenen Bildungsperioden (1851, 3. Aufl. 1864)
- Versuch einer Geschichte der Pflanzenwelt (1852)
- Geologie der europäischen Waldbäume (1870).
- Wissenschaftliche Ergebnisse einer Reise in Griechenland und den Ionischen Inseln (1862)
- Die Insel Cypern (1865)
- Botanische Briefe (1852)
- Botanische Streifzüge auf dem Gebiet der Kulturgeschichte

## Source
- Traduction de l'article de langue allemande de Wikipédia.